# The Heights of Hazard
The Heights of Hazard è un film muto del 1915 diretto da Harry Lambart.

## Trama
Nel corso di un ricevimento per i festeggiamenti del suo fidanzamento, Olivia Martindale si lamenta che non esistano più le gesta romantiche di una volta, quando un uomo doveva superare pericoli e ostacoli per conquistare una donna. Lei, il cui matrimonio è stato combinato dai suoi genitori, sogna un uomo così: viene accontentata da un uomo mascherato che la rapisce e la porta in un bell'appartamento dove svela il suo volto, quello di un bel signore. Per tranquillizzare Olivia, le consegna un fischietto con il quale può chiamare aiuto e una pistola, per tenerlo a bada. Poi le racconta la sua storia: di come l'ha incontrata in Colorado, si sia innamorato di lei, abbia trovato l'oro e sia venuto all'Est per continuare a cercarla. Dopo aver letto del suo fidanzamento, l'aveva rapita per disperazione. Ora ha telefonato al padre di Olivia al quale viene chiesto di presentarsi senza avvisare la polizia. Quando il signor Martindale arriva, trova la coppia che sta amoreggiando e sua figlia presenta l'uomo che è con lei come il suo futuro marito.

## Produzione
Il film fu prodotto dalla Vitagraph Company of America.

## Distribuzione
Distribuito dalla V-L-S-E, il film - presentato da J. Stuart Blackton e da Albert E. Smith - uscì nelle sale cinematografiche statunitensi il 15 novembre 1915.
Non si conoscono copie ancora esistenti della pellicola che viene considerata presumibilmente perduta.